# Arthur Dake
Arthur William Dake (nacido el 8 de abril de 1910 en Portland, Oregón, fallecido el 28 de abril de 2000 en Reno, Nevada) fue un ajedrecista estadounidense. En la década de 1930, Dake fue uno de los mejores jugadores de su país con el equipo nacional, y ganó la Olimpíada de Ajedrez en los años 1931, 1933 y 1935. Luego puso fin a su carrera profesional de Ajedrez y posteriormente ingresó solo esporádicamente en algún torneo. En 1954 recibió el título de Maestro Internacional, y en 1986 fue designado Gran Maestro honorario.                    

## Orígenes
Los orígenes familiares de Dake se remontan a Polonia, de donde su padre emigró a Estados Unidos. Originalmente tenía el apellido 'Darkowski', pasando a ser Dake. En 1908 se casó en Noruega con Anna Sather, con quien tuvo dos hijos, Arthur y su hermana menor Lilian. Las circunstancias económicas de la familia eran complicadas. Dado que su padre ganaba como trabajador de los astilleros solo lo suficiente para alimentar a su familia, Arthur empezó a muy temprana edad a trabajar y ganar dinero vendiendo periódicos. A la edad de doce años, se fue de su casa y se dirigió a Hollywood, donde esperaba darse a conocer a las estrellas de cine. Después de una semana como indigente por las calles de Hollywood, fue detenido por la policía y enviado a su casa.
El matrimonio de sus padres estaba en crisis, lo que le llevó con 16 años a enrolarse como grumete en un barco mercante entre los Estados Unidos y Asia.

## Trayectoria como ajedrecista
Después de su regreso como marinero, volvió a la escuela secundaria y pasó gran parte de su tiempo libre en la Asociación Cristiana de Jóvenes de Portland, donde aprendió, desde 1927, las reglas del ajedrez. Demostró tener talento, y fue enseñado en sus inicios por un ruso emigrado llamado Abrikosov. Poco más tarde se hizo miembro del Club de Ajedrez y Damas en Portland, donde rápidamente hizo nuevos progresos.
En la primavera de 1928, viajó en tren a Los Ángeles , donde el vigente campeón mundial, Alexander Alekhine, ofrecía una exhibición de simultáneas. Dake fue capaz de hacer tablas con Alekhine, algo que repetiría dos días después en San Francisco. Desde entonces, lo dejaron jugar de forma gratuita.
En invierno de 1929 Dake se trasladó a Nueva York y estudió en Coney Island. Años más tarde, conoció en el Club de Ajedrez Marshall a Reuben Fine, con el que entabla una rivalidad amistosa.
En mayo de 1930, venció en un Torneo Júnior de Maestros, con 5 puntos en 6 partidas, por delante de jugadores como  Fine, Denker y Horowitz. Gracias a ello, se clasificó para el Campeonato del estado de Nueva York en Utica, donde con 7 puntos sobre 10 quedó en el tercer lugar, por detrás de Norman Lessing y Anthony Santasiere. En diciembre de ese mismo año, ganó el Campeonato de clubes del Club de Ajedrez Marshall, con 6,5 puntos en 8 partidas, y fue convocado por ello en el equipo estadounidense para la Olimpíada de Ajedrez de 1931. Con el fin de cubrir los gastos de viaje, realizó durante la primavera de 1931, una gira a través de California.
Posteriormente, jugó un Torneo Internacional en Nueva York, en donde también participó el ex campeón mundial José Raúl Capablanca. Tras jugar en las tres primeras rondas con Isaac Kashdan, Herman Steiner y Abraham Kupchik, Dake se enfrentaba en la cuarta partida con Capablanca. Jugando con negras, Dake llegó a una posición muy ventajosa, claramente ganadora, en el movimiento 37, algo que llevó a Capablanca, en sus propias palabras, a considerar una derrota. Dake se dejó llevar, realizando movimientos apresurados, rindiéndose después del movimiento 40. Dake pagaría su inexperiencia rondas más tarde. Perdió con el campeón Nacional Frank Marshall, Horowitz e Isador Turover. Con este último, la derrota fue especialmente dolorosa, pues Turover obtuvo la victoria gracias al árbitro, pues a pesar de que el reloj de Turover marcaba claramente la finalización de su tiempo de juego, el árbitro consideró que las airadas formas con que Dake reclamó, perturbaron y molestaron a Turover en su juego, lo cual le llevó a esta decisión. Tras su paso por este Torneo, Dake recuperó su maltrecha confianza al vencer 2-0 en un enfrentamiento con Reuben Fine.
A finales de junio de 1931, el equipo conformado por Estados Unidos para la Olimpíada de Ajedrez, con Dake, Horowitz, Kashdan, Marshall y Steiner, viajó en barco a través del Atlántico a Europa. La Olimpíada, celebrada en Praga, comenzó el 12 de julio y terminó el 26 de julio, con victoria de la selección estadounidense. Dake jugó en el tercer tablero, anotando 8,5 puntos en 14 partidas. En el torneo, coincidió de nuevo con el campeón del mundo, Alekhine, y le entregó una invitación a un torneo al año siguiente en Pasadena, que Alekhine aceptó.
Tras la Olimpíada, Dake fue invitado por George Koltanowsky a un torneo internacional en Amberes, Bélgica, en el que participaron, bajo la modalidad Scheveningen, seis Maestros. Dake ganó el torneo con 5 puntos en 6 partidas, compartiendo el triunfo con Akiba Rubinstein y Frederick Yates.
Tras su regreso a los Estados Unidos, Dake volvió a jugar partidas simultáneas por dinero. Debido a la crisis económica durante la Gran Depresión, encontró cada vez más difícil ganarse la vida de esta manera. En el verano de 1932, participó en el torneo celebrado en Pasadena. Dake logró vencer a Alekhine, algo que causó un gran revuelo. Sin embargo, perdió dos partidas, contra Samuel Reshevsky y José Araiza, y llegó al final con 6 puntos en 11 partidas, quedando 3.º-5.º.
En marzo de 1933, Dake jugó en Nueva York un enfrentamiento contra Horowitz, en el que tuvo que admitir su derrota con 0:4 prematuramente. En mayo, también en Nueva York, participó en un torneo de clasificación para el equipo olímpico, donde Dake obtuvo 7 puntos en 10 partidas, siendo 3.º, por detrás de Reuben Fine y Albert Simonson, asegurándose un lugar en el equipo. En las Olimpíadas de Folkestone, Inglaterra, donde los estadounidenses defendían su título, Dake contribuyó con 10 puntos en 13 partidas en el 4.º tablero, logrando el 2.º mejor porcentaje, por detrás de Frank Marshall. Entre otros, derrotó a Marcel Duchamp, quien jugó en el equipo francés.
Después de regresar a Estados Unidos, jugó un enfrentamiento contra Reuben Fine, contra quien hasta ahora obtenía resultados positivos, pero esta vez con un resultado de (2:4). También en el Western Open, en Detroit, que tuvo lugar poco tiempo después, fue Reuben Fine el vencedor del torneo, mientras que Dake tuvo que conformarse con el tercer puesto.
Dake demostró, a principios de 1934, durante una visita de Alexander Alekhine al Club de Ajedrez de Manhattan, su calidad en el Ajedrez rápido, cuando jugó seis partidas rápidas contra el campeón del mundo, atrajo la atención de los muchos espectadores presentes.
En julio de 1934, Dake quedó 3.º en el Western Open en Chicago. En agosto, fue 3.º-4.º, junto con Reuben Fine, en un torneo internacional en Siracusa. Samuel Reshevsky ganó ambos torneos, consolidándose como uno de los mejores en Estados Unidos. A principios de 1935 Dake fue invitado, junto con Reuben Fine y Herman Steiner, a un torneo en la Ciudad de México. Los tres estadounidenses se mostraron superiores a los jugadores mexicanos, logrando, con 11 puntos en 12 partidas, los tres primeros lugares. Dake jugó en junio en Los Ángeles un enfrentamiento contra Herman Steiner por el título de Campeón de la Costa del Pacífico, que venció 4-1.
En 1935, Dake queda 2.º, por detrás de Reuben Fine, en el Western Open en Milwaukee, lo que le facilita ser citado de nuevo para el equipo estadounidense en las Olimpíadas. La Olimpíada se celebró en Varsovia, logrando por tercer año consecutivo la victoria con el equipo de Estados Unidos, aunque no asistió a Samuel Reshevsky, debido a otros compromisos. Dake, cuyo padre había muerto hacía poco, se sintió especialmente motivado para hacerlo bien en la tierra de sus antepasados. Logr én el curato tablero 15,5 puntos de 18 partidas, con un balance sobresaliente. En el camino de vuelta a través del Atlántico conoció a su futura esposa, Helen Girard (nacida el 24 de noviembre de 1908 en Long Island, como Helen Katheran Gerwatowski), quien había visitado a sus familiares en Polonia. Se casaron un par de semanas más tarde, el 14 de noviembre de 1935, en Nueva York. Los testigos fueron Horowitz y Carolyn Marshall, esposa de Frank Marshall.
En 1936, en su momento álgido como ajedrecista, su clasificación histórica ELO en ese momento era de 2655. En abril de 1936, en Nueva York, participó en el torneo considerado como el 1.º Campeonato nacional de Estados Unidos. Frank Marshall, quien previamente había defendido su título en enfrentamientos individuales, renunció voluntariamente a fin de que la nueva generación pasara a primera escena. Fue un torneo bajo el formato round robin, con 16 participantes. Preclasificados Reuben Fine, Horowitz e Isaac Kashdan, también participaron entre otros Alexander Kevitz, Abraham Kupchik, Samuel Reshevsky y Herman Steiner, así como Dake. El resto de los participantes obtuvieron su clasificación a través de un torneo regional de cuatro rondas eliminatorias. Después de la novena ronda, lideró con 7 puntos en la clasificación, pero luego perdió ante el futuro campeón del torneo, Samuel Reshevsky. Jugando con Negras, utilizó contra el Gambito de dama una variante con un rápido intercambio de reinas, y trató de simplificar la posición, pero se vio en desventaja en el desarrollo, lo que finalmente condujo a una pérdida decisiva de material. Dake no logró sobreponerse a esta derrota. Perdió las dos siguientes partidas: la 12.ª contra Herman Steiner y en la 13.ª contra George Treysman. Al final Dake terminó con 9 puntos en 15 partidas, en un decepcionante para él 6.º-7.º puesto.
En el otoño de 1936, en el Campeonato Nacional celebrado en Filadelfia tuvo otra oportunidad para lograr el título nacional. Sus posibilidades eran elevadas , dado que Reuben Fine y Samuel Reshevsky jugaban otros torneos en ese momento en Europa. LLegó hasta la última fase, pero luego perdió la partida decisiva contra Donald Henry Mugridge, lo que le hizo acabar por detrás de Horowitz.
Después de esta relativa falta de éxito, empezó nuevas actividades para ganarse la vida. Inicialmente, consiguió a través de la mediación del profesor Árpád Emrick Élő un trabajo como profesor de Ajedrez en las escuelas públicas de Milwaukee. El 17 de abril de 1937 nace su hija Marjorie. Poco después, la joven familia se muda a la ciudad natal de Dake, Portland. En los años siguientes tuvo varios trabajos, como operario de una gasolinera y agente de seguros. A principios de 1938 se celebró en Nueva York una vez más el Campeonato Nacional, pero solo llegó a la sexta posición. Desde el otoño de 1943 a octubre de 1945 actuó como policía militar, y luego consiguió un trabajo como examinador.
A pesar de que como ajedrecista apenas estaba en activo, fue seleccionado para el equipo nacional, para un enfrentamiento contra la Unión Soviética, en septiembre de 1946, a celebrarse en Moscú. El equipo estadounidense, compuesto por Samuel Reshevsky, Reuben Fine, Arnold Denker, Israel Albert Horowitz, Isaac Kashdan, Herman Steiner, Alexander Kevitz, Dake, Olaf Ulvestad y Albert Pinkus, fue recibido con expectación. La competición se celebró ante más de 1.500 espectadores, siendo árbitro el ex campeón mundial Max Euwe. Dake jugó dos partidas contra Andor Lilienthal, obteniendo sendas tablas. El equipo soviético ganó la competición por 12,5:7,5.
En los años siguientes, Dake solo participó en algunos torneos regionales. En 1948, ganó el Abierto de Oregón de 1949, donde participaban los Maestros del Noroeste del Pacífico. En la primera lista de ranking ELO, publicada en noviembre de 1950 por la Federación Estadounidense de Ajedrez, Dake tenía una calificación de 2598 y el grado de Gran Maestro.
En febrero de 1950 participó en el enfrentamiento entre Estados Unidos y Yugoslavia, transmitido por la radio, perdiendo 0,5:1,5 contra Stojan Puc. En 1952, ganó dos torneos de menor relevancia, el Abierto de Oregón, así el organizado por George Koltanowski, el Pacific International en San Francisco, y participó en el torneo organizado por Herman Steiner, el Internacional de Hollywood en Beverly Hills. Allí, logró hacer tablas ante los ganadores del torneo, Svetozar Gligoric y Arturo Pomar, logrando un total de 5 puntos en 9 partidas, lo que le valió para ser 4.º-5.º.
En 1953 volvió a ganar el Abierto de Oregón, y jugó el Abierto de EE. UU. en Milwaukee, donde anotó 7,5 puntos en 12 partidas. En el verano de 1954, volvió a Nueva York y participó en la competición como una reserva de Estados Unidos contra la Unión Soviética. El equipo soviético ganó claramente por 20:12. En 1955 participó otra vez en el Abierto de EE. UU., en Long Beach, logrando 8 puntos en 12 partidas.
Después de ganar de nuevo el Abierto de Oregón en 1958 y 1959, se retiró de la escena del Ajedrez.
En 1973, Dake reapareció por sorpresa, participando en el Torneo de Lone Pine, logrando 2,5 puntos en 7 partidas, incluyendo tablas ante Lubomir Kavalek. En 1974, participó de nuevo en Lone Pine, esta vez mejorando su resultado, con 4 puntos en 7 partidas. Derrotó al Gran Maestro Levente Lengyel y terminó en tablas con Julio Kaplan.
Después de compartir la victoria con Yasser Seirawan en el Abierto de Oregón en 1974, decidió volver a jugar un torneo internacional en el extranjero. En febrero de 1975, visitó Trondheim, la ciudad natal de su madre, y más tarde jugó en Sandefjord un torneo en el que terminó 7.º, con 4 puntos. En 1975 participó nuevamente en Lone Pine, acabando con 3,5 puntos en 10 partidas, logrando hacer tablas con el ganador del torneo, Vladimir Liberzon. La edición de 1976 fue, con un premio de 8000$ para el ganador, uno de los torneos más competitivos del año. Dake alcanzó con 5,5 puntos en 12 partidas de nuevo un éxito notable, ganando una partida contra Kenneth Rogoff. Un año más tarde, tuvo que rendir homenaje a su edad, podría ganar en una primera participación en Lone Pine y ningún partido llegó en 5 empates a 4 derrotas. Dake Entonces volvimos de nuevo a los pocos años de juego del torneo.
En 1987, fue invitado en su ciudad natal, Portland, a participar en el Abierto de EE. UU. Decidió finalmente participar, antes de iniciar su andadura en los torneos sénior. En el Abierto de EE. UU. llegó a un respetable 8 puntos en 12 partidas. Jugó tres torneos más y fue considerado en su momento como el maestro activo de más edad del mundo. Participó en 1987 en Los Ángeles, logrando 3,5 puntos en 8 partidos, y en el Abierto de Nueva York Open en 1988, donde logró 3 puntos en 8 partidas y fue capaz de derrotar al Maestro Internacional Kamran Shirazi. Su último torneo fue el Abierto estadounidense en Los Ángeles en 1989, donde logró 5 puntos en 9 partidas.
En 1991 fue incluido en el Salón de la Fama de Ajedrez de Estados Unidos. En abril de 1994 falleció su esposa Helen, con quien había estado casado durante 58 años. En la rerevista de Ajedrez Chess Life (julio de 1994), escribió un conmovedor homenaje en su recuerdo.
Hasta su muerte, siempre estuvo interesado en el Ajedrez, por lo que asistió como espectador del Campeonato Mundial de Ajedrez organizado por la FIDE en 1999 en Las Vegas. Para celebrar su 90.º cumpleaños el Club de Ajedrez de Portland organizó una cena de gala el 8 de abril de 2000 abril.

## Apuntes sobre su estilo
Dake aprendió a jugar al Ajedrez relativamente tarde, a la edad de 17 años. Aunque no recibió un entrenamiento de Ajedrez significativo, se erigió rápidamente en uno de los mejores jugadores de los Estados Unidos.
Arnold Denker, que conocía personalmente a Dake, y que había promocionado el nombramiento de Gran Maestro por parte de la FIDE, dedicó en su libro The Bobby Fischer I Knew and Other Stories un capítulo en el que comparaba a Dake por su forma de ver el Ajedrez con Bobby Fischer. En sus partidas, a menudo realizaba sus jugadas apenas sin pensar. Además, carecía de la capacidad para trabajar sistemáticamente para mejorar sus puntos débiles. Practicó sobre todo aperturas, como la apertura inglesa y la defensa siciliana , confiando en su habilidad para improvisar. Se le consideraba un jugador muy capacitado en el juego final , pero de vez en cuando se atrevía por su posición a alcanzar la victoria con jugadas como menos "optimistas".
Un informe publicado en la revista de ajedrez Chess Review en 1933, lo describió como un jugador cuyo estilo causó un gran revuelo en los círculos de Ajedrez, por su calidad como jugador de ajedrez relámpago, siendo capaz de vencer a jugadores de clase mundial, pero también capaz de perder contra jugadores mediocres.
Fred Reinfeld escribió en una vista preliminar para el Campeonato Nacional en 1936, que en su carrera Dake abusaba de trucos en sus partidas, con una cierta superficialidad en la posición que elegía. En el torneo de Nueva York en 1931,  decía que en solo 30-45 minutos cambiaba su visión de cada partida. Consideraba que Dake tenía un carácter impulsivo e indisciplinado. Sin embargo, desde el torneo de 1932 en Pasadena demostró un juego sólido y no tan apresurado. Su forma de mover era imaginativo y muy eficaz, especialmente contra jugadores más débiles. Reinfeld lo consideró tras su mejora como el cuarto mejor en los Estados Unidos, por detrás de Reuben Fine, Samuel Reshevsky e Isaac Kashdan.
|       |       |       |       |       |       |       |       |    |  |
|       | a8    | b8    | c8 qd | d8    | e8 bd | f8 rd | g8 kd | h8 |  |
| a7    | b7    | c7    | d7    | e7 rl | f7    | g7    | h7 pd |    |  |
| a6 pd | b6    | c6 pd | d6    | e6    | f6    | g6 pd | h6 bd |    |  |
| a5    | b5    | c5 pl | d5    | e5 bl | f5    | g5 nl | h5    |    |  |
| a4 ql | b4    | c4    | d4 pl | e4 pd | f4    | g4    | h4    |    |  |
| a3    | b3    | c3    | d3    | e3    | f3    | g3    | h3    |    |  |
| a2 pl | b2 pl | c2    | d2    | e2    | f2 pl | g2 pl | h2 pl |    |  |
| a1    | b1    | c1    | d1    | e1    | f1    | g1 kl | h1    |    |  |
|       |       |       |       |       |       |       |       |    |  |

## Partida seleccionada
Su partida más célebre fue su victoria ante Alexander Alekhine en Pasadena en 1932.
Arthur Dake – Alexander Alekhine, Pasadena 1932
1.e2-e4 c7-c6 2.d2-d4 d7-d5 4.c2-c4 3.e4xd5 c6xd5 NG8-f6 5.Sb1 NB8-c3-c6 6.Sg1-f3 7.c4 c5-g7-g6-b5 8.Lf1 Af8-g7 9.Sf3-e5 Dd8 10.Dd1-c8-d7-a4 Ae6 11.0-0 0-0 12.Lc1 f4-a7-a6 13.Lb5xc6 b7xc6 14.Tf1 e1-Cf6-h5 15.Lf4-d2-a7 Ta8 16.Te1 Ad7-e2-e1-e8 17.Ta1 f7-f5 18.Se5-f3-f6 Sh5 19.Te2xe7 Ta7xe7 20.Te1xe7 f5-f4 21.Ld2xf4 Cf6-e4-e5 22.Lf4 Ag7-h6 23.Sc3xe4 d5xe4 24.Sf3 -g5 25.Tg7+ Rh8 26.Sg5xf7 Tf8xf7 27.Te7xf7 Df5xf7 28.Db3-B8-f8 + Df7 29.d4-d5 e3-f4 30.f2 Rg8-f7 Df8xb8 31.Le5xb8 32.d5xc6 33.b2 Rf7-e8-b4 34.g2 g6-g5-g3 g5xf4 35.g3xf4 Re8 36.a2-a4-d8-c8 Rd8 37.Lb8-d6 Ah6-g7 38.Kg1-f1 1-0